# Томаш Иршак
Томаш Иршак (на чешки: Tomáš Jirsák) е чешки футболист, роден на 29 юни 1984 г. Играе за българския отбор Ботев Пловдив с номер 16. Играе като централен полузащитник.

## Кариера
Кариерата му започва в местния отбор Храдец Кралове, като играе там 2 години. След това е трансфериран в Теплице. След още два сезона там отива в полския гранд Висла Краков. С тях четири пъти печели Екстракласа. През 2012 г. е купен от Ботев Пловдив. Играе за младежките формации на Чехия. За Чешки национален отбор изиграва 22 мача между 2004 и 2007 г., вкарва 1 гол.